# PayPal Honey
PayPal Honey, voorheen bekend als Honey, is een Amerikaans technologiebedrijf en een dochteronderneming van PayPal. Het bedrijf is bekend door de ontwikkeling van een browserextensie die automatisch online kortingsbonnen toepast op e-commercewebsites. Honey werd in 2012 opgericht door Ryan Hudson en George Ruan in Los Angeles, Californië, en werd in 2020 voor ongeveer $4 miljard overgenomen door PayPal. Het bedrijf kwam in opspraak vanwege vermeende manipulatie van partnerlinks en misleidende advertenties.

## Geschiedenis
Ondernemers Ryan Hudson en George Ruan richtten Honey in november 2012 op in Los Angeles, Californië, nadat ze eind oktober 2012 een prototype van de browserextensie hadden gebouwd. Een bugtester lekte het prototype naar Reddit, waar het snel populair werd. In maart 2014 had het bedrijf 900.000 zonder directe reclame geworven gebruikers.
In maart 2017 haalde Honey $26 miljoen op in een Series C-financieringsronde, geleid door Anthos Capital. In januari 2018 had Honey in totaal $40,8 miljoen aan durfkapitaal opgehaald. In 2020 werd het voor ongeveer $4 miljard overgenomen door PayPal. Sindsdien maakt het deel uit van PayPals beloningsprogramma.

## Marketing
PayPal Honey is bekend geworden door intensieve reclamecampagnes op YouTube en sponsoring van populaire kanalen. Net als NordVPN, Audible, en Raid: Shadow Legends gaat het betaalde samenwerkingen aan met YouTube-kanalen om de dienst onder de aandacht te brengen bij hun kijkers.
Vanaf het NBA-seizoen 2019-2020 werd Honey sponsor van de trainingsshirts van de Los Angeles Clippers. In het seizoen 2020-2021 werd deze sponsoring uitgebreid naar wedstrijdshirts. De sponsorovereenkomst eindigde na het NBA-seizoen 2022-2023.

## Activiteiten
PayPal Honey biedt een browserextensie aan die automatisch kortingsbonnen toepast op e-commercewebsites. Het bedrijf beweert dat de extensie deze kortingsbonnen van het hele internet verzamelt. De inkomsten van Honey komen uit commissies op transacties bij partnerwinkels. Wanneer een gebruiker een aankoop doet bij een partner, verstrekt Honey zogenaamde 'Honey Gold'-punten. Deze kunnen bij aangesloten winkels worden ingewisseld voor extra kortingen en aanbiedingen. Andere functies van de browserextensie zijn onder meer Droplist, waarmee gebruikers een product aan een lijst kunnen toevoegen en meldingen ontvangen wanneer de prijs bij aangesloten winkels daalt; en Amazon Badge, waarmee de prijzen van een product bij meerdere wederverkopers op Amazon worden vergeleken, waardoor gebruikers de mogelijkheid krijgen om tijdens het kopen van een product over te stappen naar een goedkopere wederverkoper.